# كيت ويست
كيت ويست (بالإنجليزية: Kit West)‏ هو مشرف مؤثرات بصرية بريطاني، ولد في 6 فبراير 1936 في لندن في المملكة المتحدة، وتوفي في 16 أبريل 2016.

## وصلات خارجية
- كيت ويست على موقع IMDb (الإنجليزية)
- كيت ويست على موقع قاعدة بيانات الفيلم (الإنجليزية)